# Halma
Halma je igra izmišljena u SAD-u krajem 19. stoljeća. Naziv potječe od grčke riječi za skok.  Igra se na ploči koja ima 256 kvadratnih polja (16x16). U svakom uglu ploče nalaze se, s po dvije debele linije, omeđena polja u koja se na početku igre postavljaju figure (okrugle pločice ili pak figure nalik na šahovske pješake). Jedna linija omeđuje 13, a druga tih 13 i još 6 (ukupno 19) polja. Uz ploču za igru postoje 4 garniture figura; svaka drukčije boje. Dvije garniture imaju po 19, a dvije po 13 figura. U igri mogu sudjelovati 2, 3 ili 4 igrača. Kad se igra učetvoro, tada su dva i dva partneri; inače svaki igra za sebe. Svaki igrač ima figure druge boje.

## Pravila igre
Kad se igra u parovima, jedan par može imati figure postavljene na dva susjedna ugla.
Cilj je igrača da dovede svoje figure iz jednog u dijagonalno suprotni ugao. Pobjednik je igrač (par) koji to prvi u cijelosti uspije. Početne pozicije razlikuju se s obzirom na broj igrača koji sudjeluje u igri.
- Kad sudjeluju dva igrača oni uzimaju po 19 figura i postavljaju ih u dijagonalno suprotne uglove, na polja omeđena drugom linijom;
- Kad sudjeluju tri ili četiri igrača svaki uzima po 13 figura i postavlja ih u tri, odnosno četiri ugla, na polja omeđena prvom linijom.

Dva igrača vuku naizmjenično, a više njih u krug po jedan potez. Kad je igrač na potezu on može povući samo jednu svoju figuru.
Figure se mogu pomicati u bilo kojem smjeru za jedno polje - ravno ili dijagonalno, naprijed ili natrag, na jednu ili na drugu stranu.
Postoje dvije vrste poteza :
- tihi potez - igrač pomiče svoju figuru na susjedno (prazno) polje kako je ranije spomenuto;
- preskakivanje - igrač pomiče svoju figuru preko figure na susjednom polju na prazno polje iza nje. Igrač može preskakati svoju ili protivničku figuru. U jednom potezu može se napraviti i nekoliko uzastopnih preskakivanja. Sve preskočene figure ostaju u igri, ne skidaju se s ploče.

Igrač ne može kombinirati u jednom potezu i tihi potez i preskakivanje. Preskakivanje kad je moguće nije obavezno, već igrač izabire potez koji mu najbolje odgovara.